# César Thier
César Luis Thier (* 15. Oktober 1967 in Santa Cruz do Sul) ist ein ehemaliger brasilianischer Fußballtorwart. Er war von 1993 bis 2008 für Vereine in Deutschland aktiv. Thier arbeitet seitdem als Mannschaftsbetreuer und Torwarttrainer bei der TSG Hoffenheim.

## Spielerkarriere
Seine fußballerische Laufbahn begann Thier 1977 bei der Jugend von Santa Cruz FC Recife in seinem Geburtsland. Zur Saison 1993/94 wechselte er nach Deutschland zu Borussia Fulda, im Folgejahr zu Holstein Kiel, um daraufhin nach Fulda zurückzukehren. 
Ab der Saison 2000/01 spielte Thier bei Kickers Offenbach. In der Saison 2005/06 kam er nach langer Verletzungspause zu Beginn der Saison in der Zweiten Liga zu 13 Einsätzen. Er galt als einer der Lieblinge der Fans und trotz seines Alters als Garant des Ligaerhalts 2006/07 für den OFC. Der Fernsehsender Premiere wählte ihn in die Elf des Jahres als besten Torhüter der Liga. Am Ende der Saison 2007/08 beendete Thier seine aktive Karriere.

## Trainerkarriere
Zum 1. Juli 2008 wurde Thier bei der TSG 1899 Hoffenheim als Torwarttrainer verpflichtet. Nach dreijährigen Engagement in der ersten Mannschaft wechselte er im Sommer 2011 zur zweiten Mannschaft der TSG, um dort weiterhin als Torwarttrainer zu arbeiten. Seit Sommer 2013 ist Thier für die Bundesligamannschaft der Hoffenheimer als Mannschaftsbetreuer tätig.

## Erfolge und Statistik
- 1996 Aufstieg in die Regionalliga Süd
- 2005 Aufstieg in die 2. Bundesliga
- 2002, 2003, 2004, 2005 Hessenpokalsieger

- Einsätze Regionalliga: 110 für Fulda, 3 für Holstein Kiel, 164 für Kickers Offenbach
- Einsätze 2. Bundesliga: 67 für Kickers Offenbach
- Einsätze DFB-Pokal: 10 für Kickers Offenbach
- Gehaltene Elfmeter: 8 von 41 (Quote von 19,51 %)